# Municipio de Arthur (Míchigan)
El municipio de Arthur (en inglés: Arthur Township) es un municipio ubicado en el condado de Clare en el estado estadounidense de Míchigan. En el año 2010 tenía una población de 647 habitantes y una densidad poblacional de 6,9 personas por km².

## Geografía
El municipio de Arthur se encuentra ubicado en las coordenadas 43°56′58″N 84°40′31″O / 43.94944, -84.67528. Según la Oficina del Censo de los Estados Unidos, el municipio tiene una superficie total de 93.78 km², de la cual 93,3 km² corresponden a tierra firme y (0,51 %) 0,48 km² es agua.

## Demografía
Según el censo de 2010, había 647 personas residiendo en el municipio de Arthur. La densidad de población era de 6,9 hab./km². De los 647 habitantes, el municipio de Arthur estaba compuesto por el 99,07 % blancos, el 0,46 % eran afroamericanos, el 0,31 % eran de otras razas y el 0,15 % eran de una mezcla de razas. Del total de la población el 0,31 % eran hispanos o latinos de cualquier raza.